# DVD-RW

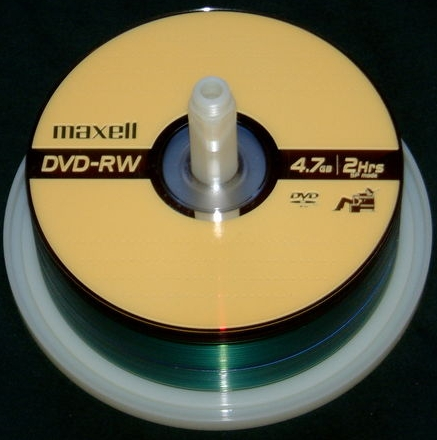
DVD-RW

DVD-RW je přepisovatelný optický disk DVD, který je kapacitou v běžném formátu srovnatelný s médii DVD-R (přibližně 4485 MB). Formát byl vyvinut společností Pioneer v listopadu 1999 a byl schválen DVD Fórem. Existuje též menší Mini DVD-RW s kapacitou 1,46 GB a průměrem 8 cm. Primární výhoda DVD-RW oproti DVD-R je možnost vymazat a přepsat disk. Podle společnosti Pioneer mohou být DVD-RW disky přepsány i tisíckrát, než se opotřebují a zničí. DVD-RW disky jsou obyčejně používány jako zálohovací media. Výhoda používání přepisovatelných disků je v případě chybného zápisu dat, disk se nezničí, ale poškozená data se dají vymazat a disk je dále použitelný.
Konkurenčním formátem je přepisovatelné DVD+RW. Proto vznikly hybridní počítačové mechaniky známé jako DVD±RW.
Záznamovou vrstvou na DVD-RW není organické barvivo, ale zvláštní fázový přechod kovové slitiny, známý jako GeSbTe. Slitiny lze přepínat tam a zpět mezi krystalickou a amorfní fází. Změna odrazivosti je závislosti na výkonu laserového paprsku. Data tak mohou být zapsána, vymazána a přepsána.

## Specifikace disku
Standardní DVD-R/RW mechaniky používají červené 650 nm polovodičovo-laserové diody. Průměrná spotřeba energie je od 250 mW do 400 mW. Spotřeba se liší v závislosti na rychlosti zápisu a jestli je DVD dvouvrstvé. Vyšší rychlost jednotky potřebují více energie pro vyšší datové propustnosti a dvouvrstvé disky vyžadují více energie při pronikání do druhé vrstvy dat.

## Dual layer (dvouvrstvé)
Specifikace pro dvouvrstvé DVD-RW disky s kapacitou 8,5 GB byla schválena DVD Fórem. Nicméně podpora výroby pro přepisovatelné dvouvrstvé DVD disky se neuskutečnila kvůli nákladům a očekávané konkurenci nových, vysokokapacitních formátů jako bylo HD DVD a je Blu-ray.